# Aschersoniodoxa
Aschersoniodoxa es un género  de plantas con flores de la familia Brassicaceae. Comprende 5 especies descritas y de estas, solo 4 aceptadas.

## Taxonomía
El género fue descrito por Gilg & Muschl. y publicado en Botanische Jahrbücher für Systematik, Pflanzengeschichte und Pflanzengeographie 42: 469. 1909.
Etimología
Aschersoniodoxa: nombre genérico que fue otorgado en honor de Paul Friedrich August Ascherson, botánico alemán.

## Especies aceptadas
A continuación se brinda un listado de las especies del género Aschersoniodoxa aceptadas hasta octubre de 2014, ordenadas alfabéticamente. Para cada una se indica el nombre binomial seguido del autor, abreviado según las convenciones y usos.	
- Aschersoniodoxa cachensis (Speg.) Al-Shehbaz
- Aschersoniodoxa mandoniana' Gilg & Muschl.
- Aschersoniodoxa pilosa Al-Shehbaz
- Aschersoniodoxa rusbyi O.E.Schulz